# Fibré principal
En topologie, de manière informelle, un fibré principal sur un espace topologique X est un espace ressemblant localement à un produit de X par un groupe topologique. En particulier, un fibré principal est un espace fibré, mais c'est bien plus encore. Il est muni d'un groupe, le groupe structural, décrivant la manière dont les trivialisations locales se recollent entre elles. La théorie des fibrés principaux recouvre la théorie des fibrés vectoriels, de leurs orientations, de leurs structures riemanniennes, de leurs structures symplectiques, etc. Les fibrés principaux sont particulièrement importants dans l'étude des classes caractéristiques en topologie algébrique.

## Définition formelle
Soit G un groupe topologique qui agit continûment et librement à droite sur un espace topologique F, et X un espace topologique.
Un fibré M sur X de fibre F et de groupe structural G est la donnée d'un espace topologique M et d'une application continue surjective {\displaystyle \pi :M\rightarrow X}, appelée la projection, telle que :
Pour tout point x de X, il existe un voisinage ouvert Ux de x dans X, et un homéomorphisme {\displaystyle (\pi ,\Phi _{x}):\pi ^{-1}(U_{x})\rightarrow U_{x}\times F}, appelé trivialisation locale au-dessus de U.
Pour deux points x et y, il existe une application continue {\displaystyle f_{xy}:U_{x}\cap U_{y}\rightarrow G}, appelée fonction de transition, telle que, pour tout m dans {\displaystyle \pi ^{-1}(U_{x}\cap U_{y})}, on ait :
{\displaystyle \Phi _{y}(m)=\Phi _{x}(m)\cdot f_{xy}(\pi (m))}
Selon le contexte, la définition peut se vouloir plus restrictive vis-à-vis des structures. En particulier, en géométrie différentielle, on demande que les espaces X et M soient des variétés, le groupe G un groupe de Lie et l'application et l'action différentiables. Mais essentiellement, la définition est la même.
Un fibré de groupe structural G et de fibre F est obtenu de la manière suivante. Considérons une famille (Ui) d'ouverts de X, et des applications {\displaystyle f_{ij}:U_{i}\cap U_{j}\rightarrow G} vérifiant :
- pour tout i, l'application fii est l'identité ;
- pour tous i, j, fij−1 = fji ;
- pour tous i, j et k, fijfjk = fik (condition de cocycle).

Un fibré G-principal est un fibré sur X, de groupe structural G, et de fibre G, où l'action de G sur G est l'application de multiplication à droite. De manière équivalente, un fibré G-principal est un espace topologique M sur lequel agit continument et librement à droite le groupe topologique G, de base le quotient X = M/G. Cette caractérisation est valable en géométrie différentielle sous l'hypothèse que le quotient soit une variété.

## Le fibré des repères
La classification des fibrés principaux de groupe structural GLnℝ sur X équivaut à la classification des fibrés vectoriels réels de rang n sur X.
Applications :
- En topologie algébrique, le fibré des repères joue un rôle central, en particulier, pour ce qui en est des classes caractéristiques.
- En géométrie différentielle, s'il est courant de manipuler les connexions de Koszul, disposer d'une formulation géométrique est agréable. Les connexions d'Ehresmann s'effectuent dans le fibré des repères.